# Hidegség (Románia)
Hidegség (románul: Valea Rece) falu Romániában, Hargita megyében.

## Története
Hidegség nevét 1888-ban említette először oklevél Hidegség, telep (t) Gyimesközéplok néven.
Gyimesközéplok része. 1910 és 1956 között adatai a községéhez voltak számítva:1913-ban Gyimesközéplok tartozéka, 1970-ben Hidegségpataka - Valea Rece, 1974-ben Lunca de Jos, Gyimesközéplok község faluja.
A trianoni békeszerződés előtt Csík vármegye Szépvizi járásához tartozott.

## Népessége
2002-ben 2203 lakosa volt, ebből 2194 magyar és 9 román.

## Vallások
Lakói római katolikusok, de kisebb ortodox közösség is található itt.

## Képgaléria
- Képek Hidegségpatakáról  a www.erdely-szep.hu honlapon
- Csángó szénagyűjtés Hidegségpatakán a YouTube-on: